# Деняса (комуна)
Деняса (рум. Dăneasa) — комуна у повіті Олт в Румунії. До складу комуни входять такі села (дані про населення за 2002 рік):
- Беріндей (570 осіб)
- Деняса (1461 особа)
- Зеноага (473 особи)
- Пестра (612 осіб)
- Чофлану (757 осіб)

Комуна розташована на відстані 126 км на захід від Бухареста, 35 км на південний схід від Слатіни, 62 км на схід від Крайови.

## Населення
За даними перепису населення 2002 року у комуні проживали 3873 особи.
Національний склад населення комуни:
| Національність | Кількість осіб | Відсоток |
| -------------- | -------------- | -------- |
| румуни         | 3802           | 98,2%    |
| цигани         | 69             | 1,8%     |
| угорці         | 2              | 0,1%     |

Рідною мовою назвали:
| Мова      | Кількість осіб | Відсоток |
| --------- | -------------- | -------- |
| румунська | 3840           | 99,1%    |
| циганська | 32             | 0,8%     |
| угорська  | 1              | < 0,1%   |

Склад населення комуни за віросповіданням:
| Релігія       | Кількість осіб | Відсоток |
| ------------- | -------------- | -------- |
| православні   | 3857           | 99,6%    |
| бретрени      | 8              | 0,2%     |
| п'ятдесятники | 6              | 0,2%     |
| адвентисти    | 2              | 0,1%     |